# Murtörl
Das Murtörl ist ein 2260 m ü. A. hoher Pass im Alpenhauptkamm im Land Salzburg. Er gilt als die Grenze von Hohen und Niederen Tauern.

## Lage und Landschaft

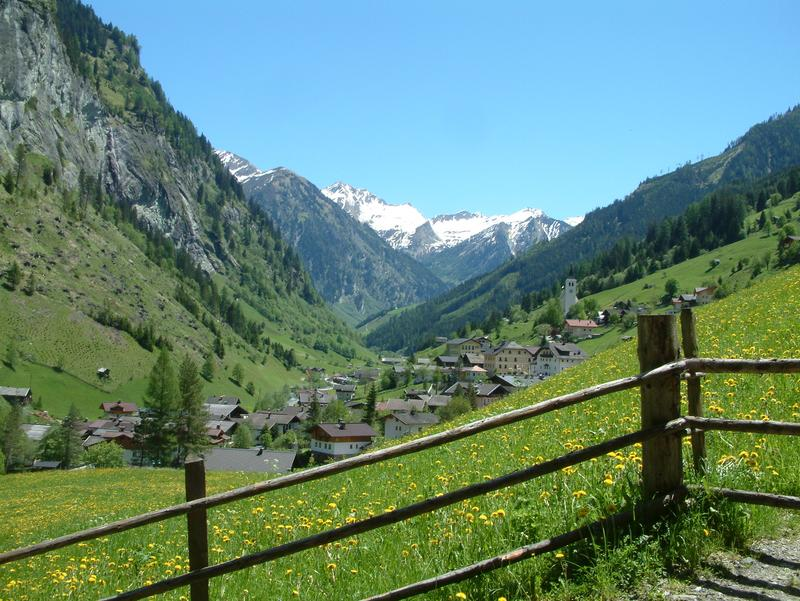
Blick über Hüttschlag ins Talende: das Murtörl mit Mureck, Murwand und Kreekar zwischen Nebelkareck links und Schöderhorn rechts.

Die Pass liegt zwischen dem Muhrtal im Lungau und dem Großarltal im Pongau.
Südlich steht das Mureck (2402 m ü. A.), ein Vorgipfel des Schöderhorns (Großes Mureck, 2475 m ü. A.). Nördlich erhebt sich – direkt am Pass westwärts ziehend – die Murwand und dahinter das Nebelkareck (2386 m ü. A.).
Östlich unterhalb, am Fuß des Mureck, entspringt in der Schmalzgrube die Mur (Murursprung). Diese Talung wird Murwinkel genannt, sie geht nordostwärts, knickt dann nach Südosten, wo es im Raum der Gemeinde Muhr speziell auch Muhrtal oder oberstes Murtal genannt wird, und nimmt dann bei St. Michael seinen ostgerichteten Lauf in der Mur-Mürz-Furche. Das Gerinne vom Mureck zur Mur ist ohne Namen. Ostwärts liegt das Kreekar, das über den Kreealmbach zur Großarler Ache und zur Salzach entwässert.
Das Murtörl bildet keine orographisch besonders signifikante Einschartung des Alpenhauptkammes, wegen der Verbindung der grundlegenden Talfurchen von Salzach und Mur und aufgrund der Geologie gilt der Pass als die Grenze zweier Großgruppen der Zentralalpen, den Hohen Tauern im Westen und den Niederen Tauern im Osten. Erstere ziehen sich bis zum Brenner-Pass, zweitere zum Palten-Liesing-Tal.
Im Speziellen liegen hier südwestlich die Hafnergruppe der Ankogelgruppe, und nordöstlich die Radstädter Tauern, mit den Kämmen von Weißeck, Draugstein und Mosermandl sternförmig abgehend.
Das Murtörl bildet die Außengrenze des Nationalparks Hohe Tauern wie auch des Biosphärenparks Lungau–Nockberge.

## Geologie
Der Raum des Murtörls liegt noch im Tauernfenster und trennt mit West-Ost-streichenden Störungen die Zone des Zentralgneises und Altkristallins von der peripheren Schieferhülle dieses geologischen Fensters. Die zentralalpinen kristallinen Gesteine sind paläozoische, um die 450 bis 300 Millionen Jahre alte Reste des variszischen Grundgebirges der Alpen („Urgestein“). Die Schiefer des Tauernfensters sind der älteste Meeresboden der Thetys, die sich später darüber gebildet hat (Ophiolithe), sie bilden auch die Glockner-Decke. Gegen Nordosten hin beginnen aber schon am Weißeck Kalke aus eigentlich in die Nördlichen Kalkalpen fallenden Formationen (Radstädter Decken, am Weißeck Wettersteindolomit). Tektonisch liegt hier aber auch ein Grenzbereich Unterostalpin zu Oberostalpin, das sind Scherdecken aus der Aufschiebungsphase der Alpen, wobei die Niederen Tauern zum unteren, die Hohen Tauern und Kalkalpen zum oberen Deckenstapel gehören, der von Süden darübergeschoben wurde.
Die drei Faktoren – die Bildung der Schichten durch Meeresablagerung über Altgebirge, die Stapelung durch die Aufschiebung der Alpen im Druck Afrikas nach Norden und die teilweise Wiederfreilegung des Unterbaues in den Zentralalpen – erzeugen die unterschiedlichen Charakteristika der Hohen Tauern westlich, als Hochgebirge mit durchwegs über 3000 m hohen Hauptgipfeln, und den fast mittelgebirgig-sanfteren 2000ern der Niederen Tauern östlich (mit den schroffen Kalkgipfeln der Radstädter Tauern als Sonderbildung nordöstlich).
Im Murtörl selber streichen die Gesteine der Murtörl-Gruppe von der Gegend des hinteren Gasteinertals bis nach Sankt Michael im Lungau (Teile der Venediger-Decke). Es sind hauptsächlich Schwarzschiefer aus Oberkarbon bis Perm, also grob um die 300 Mio. Jahre alte ozeanische Sedimente. Südlich ist das Mureck schon jungpaläozoischer Granitgneis (Zentralgneis), mit der kalkigen Silbereck-Serie, die den Murursprung verursacht. Direkt nördlich beginnen Grün- und Kalkschiefer, die zur Bündnerschiefer-Gruppe gehören, und Jura bis Unterkreide (um 150 Mio. Jahre) datieren. Innerhalb weniger hunderter Meter liegen hier 200 Millionen Jahre Erdgeschichte beisammen.
| Tektonische Karte der Alpen: Das Murtörl am Nordostende des Tauernfensters , mit der Süd-Ausbauchung der kalkalpinen Gesteine , die südlich der östlichen Störung (SEMP) teils schon zu den Zentralalpen gehören; Unterostalpin | klass=noresize | Petrologische Karte des Tauernfensters: Zentralgneis (östliche Masse: Ankogelgruppe), Karbonatgesteine (Radstädter Decken); zwischen diesen beiden großen Blöcken die schmale Zone um das Murtörl, mit Ophiolith i. A., Bündner Schiefer; südlich noch die schmale Zone metamorphes Paläozoikum um den Zentralgneis (Silbereck-Serie), nördlich Melangezone (Rahmenzone des Tauernfensters) |

## Touren
Der Steig über das Murtörl führt vom hinteren Großarltal bei Hüttschlag vom Talwirt über die beiden Kreealmen, und vom Murwinkel von der Sticklerhütte (Tälerbus) herauf.
Am Kamm verläuft über den Pass der Zentralalpenweg (Österreichischer Weitwanderweg 02), Etappe Tappenkarseehütte im Kleinarltal – Nebelkarscharte – Murtörl über die Schwarzseen (Albert-Biwak an der Schmalzscharte) zum Kölnbreinspeicher – Osnabrücker Hütte. Dieser Weg führt als Höhenweg in der Ostflanke des Kammes, die umliegenden Gipfel sind auf alpinen Steigen relativ einfach zu begehen.